# Domenico Paladino
Domenico Paladino, detto Mimmo (Paduli, 18 dicembre 1948), è un artista, pittore, scultore e incisore italiano.
È tra i principali esponenti della transavanguardia italiana, movimento artistico teorizzato e promosso da Achille Bonito Oliva nel 1980 che individua un ritorno alla pittura, dopo le varie correnti concettuali sviluppatesi negli anni settanta. Le sue opere sono collocate in permanenza in alcuni dei principali musei internazionali, tra cui il Metropolitan Museum of Art di New York.

## Biografia

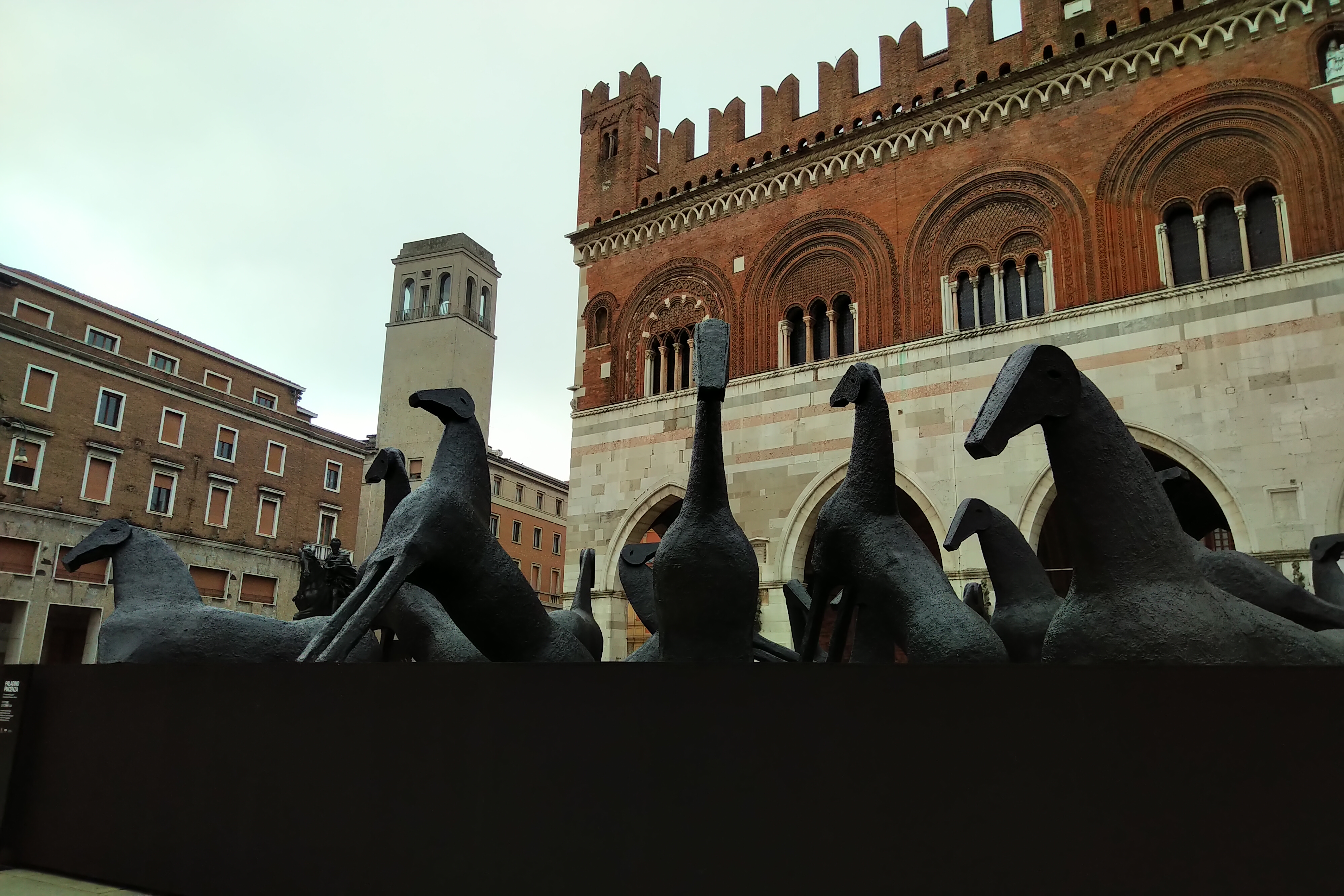
L'installazione omaggio a piazza Cavalli realizzata nel centro della piazza di Piacenza (2020)

Domenico Paladino nasce a Paduli, in provincia di Benevento, il 18 dicembre 1948. Lo zio paterno, Salvatore, è pittore e lo avvia a interessi artistici, che confluiranno nella frequentazione del Liceo Artistico di Benevento (1964-68) e la Galleria di Lucio Amelio di Napoli dove conosce il pittore Antonio Del Donno. Nel 1964 visitano assieme per la prima volta la Biennale di Venezia, rimanendo affascinati dagli artisti pop americani. Il 1968 coincide con la sua prima esposizione presso la Galleria Carolina di Portici (Napoli). In quest'occasione viene presentato dal giovane Achille Bonito Oliva, che lo affiancherà criticamente nel corso di tutta la sua carriera artistica, includendolo nel novero degli artisti della Transavanguardia e l'anno successivo lo presenterà nuovamente nella personale di Caserta allo Studio Oggetto di Enzo Cannaviello. Seguendo le indicazioni artistiche del periodo, predominato da un indirizzo soprattutto concettuale, Paladino volge la sua attenzione alla fotografia, atteggiamento che trova riscontro nella personale realizzata alla Galleria Nuovi Strumenti di Brescia, dove espone solo lavori fotografici.

### Gli anni settanta
Alla fine degli anni settanta si trasferisce a Milano. Nel 1977 partecipa all'esposizione "Internationale Triennale der Zeichnung", a Breslavia. Nello stesso anno realizza il dipinto Silenzioso, mi ritiro a dipingere un quadro, che oggi i critici considerano il quadro simbolo del ritorno degli artisti alla pittura dopo la lunga stagione delle proposte concettuali dei decenni precedenti.
Nel 1977 realizza, per la Galleria Lucio Amelio di Napoli, un grande murale a pastelli. La tecnica delle realizzazioni su muro viene utilizzata spesso in questi anni e, nel 1978, in occasione delle personali presso la Galerie Paul Maenz di Colonia e la Galleria Toselli di Milano, realizza "Il Brasile si sa è un pianeta dipinto sul muro di Franco Toselli". Iniziano a emergere i segni geometrici, maschere e rami, su fondo monocromo, elementi costanti del suo lavoro, e si avverte la riscoperta della figurazione pittorica.
Nel 1978 compie il suo primo viaggio a New York. Dal 1979 prosegue il sodalizio con Bonito Oliva e con gli artisti della Transavanguardia con i quali partecipa alle collettive "Le stanze", presso il Castello dei Colonna di Genazzano, "Opere fatte ad arte", nel palazzo della Città di Acireale, connubio che trova realizzazione l'anno seguente con "Aperto '80", all'interno della Biennale di Venezia, dove viene ufficialmente presentata la Transavanguardia. Paladino espone le opere I giardini dei sentieri che si biforcano, Lampeggiante e una porta.
La mostra personale itinerante che tocca le città di Basilea, Essen, Amsterdam, segna l'inizio di un successo internazionale che si concretizza nella personale al Badischer Kunstverein di Karlsruhe nel 1980, presentata da Bonito Oliva, Faust e Franzke, dove l'artista espone tele dalle grandi dimensioni, ricche di figure allegoriche, dove la sua iconografia poetica prende forma: la pittura a olio è invasa di maschere inespressive, animali, teschi, ricchi di evocazioni rituali primitive. Questo è anche l'anno della prima mostra a New York, dove espone contemporaneamente alle gallerie Marian Goodman e Annina Nosei.
La passione per il disegno (che lo porterà negli anni a collezionare carte di diversi artisti, da Balla a Picasso, da Licini a Severini) sfocia dal 1980 in un'altra grande passione: l'incisione, misurandosi con le varie forme dell'acquaforte, dell'acquatinta, della xilografia e della linoleografia (l'incontro nel 1984 con Giorgio Upiglio gli consentirà di ottenere risultati straordinari anche in questo campo artistico, ampliati anche dalla collaborazione con Alberto Serighelli, con il quale produrrà fogli di grande formato).
Nel 1980 realizza il suo primo libro-oggetto dal titolo EN DE RE con la Galleria Mazzoli di Modena, anche quest'ultima punto di riferimento della sua carriera espositiva.
Sempre in quest'anno vanno segnalate le partecipazioni alle mostre "Italiana: nuova immagine", curata da Bonito Oliva, alla Loggetta Lombardesca di Ravenna, ed "Egonavigatio", al Mannheimer Kunstverein di Mannheim. Nel 1980 viene selezionato dal Catalogo Nazionale d'Arte Bolaffi (no. 15) assieme a Giulio Paolini, Valerio Adami, Lucio Bulgarelli, Sergio Cassano e Gianfranco Goberti.

### Gli anni ottanta

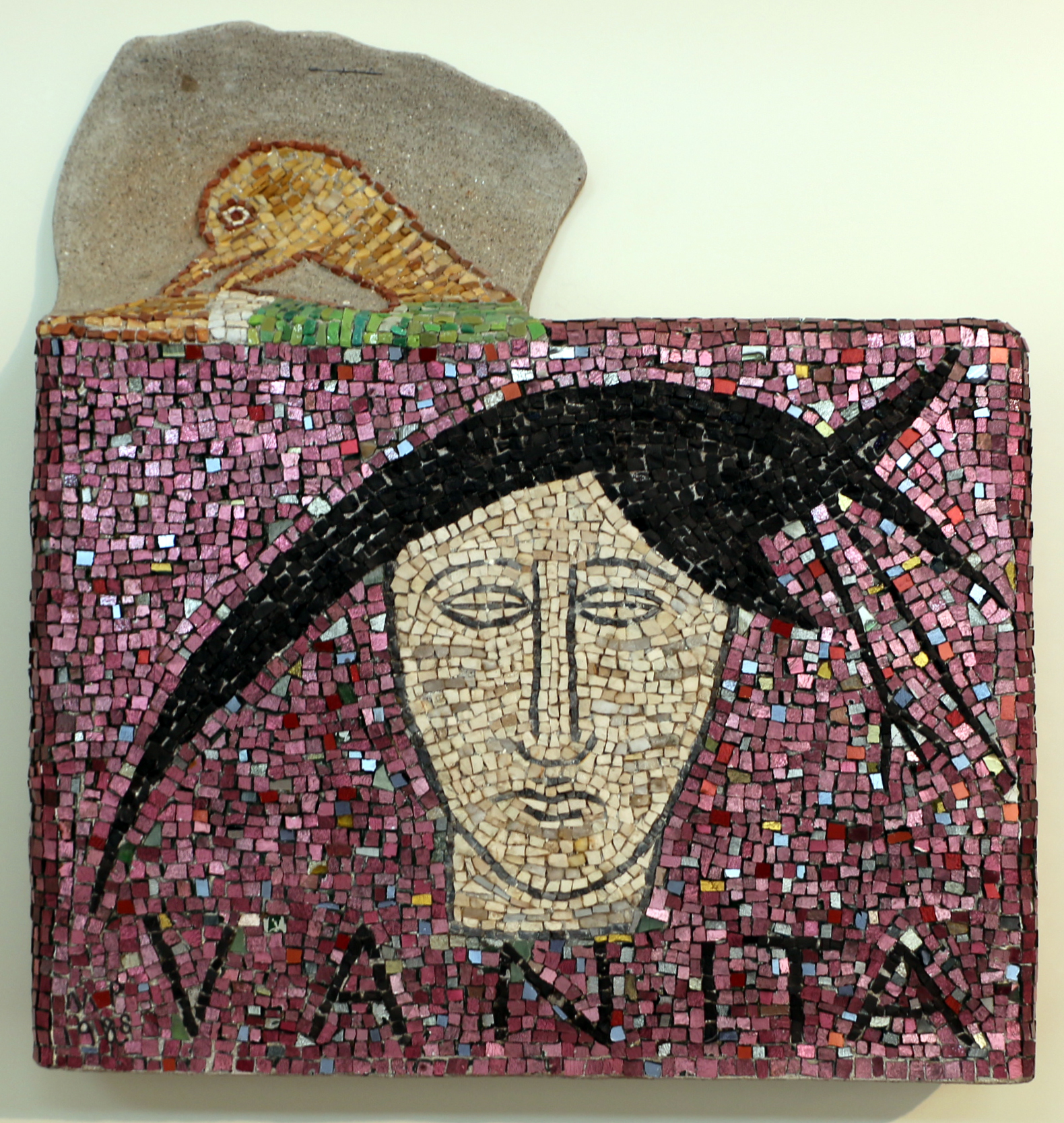
Vanità, mosaico di Carlo Signorini su disegno di Mimmo Paladino, 1988, Collezione Mosaici Moderni, Ravenna

Il 1981 è un anno molto prolifico dal punto di vista espositivo. Sue personali sono ospitate presso il Kunstmuseum di Basilea e alla Kestner Gesellschaft di Hannover, presentato da Amman, Wildermuth e Koepplin, dal Mannheimer Kunstverein di Mannheim, dal Groninger Museum di Groninga, dalla Galleria d’Arte Moderna di Bologna. È dello stesso anno un'importante partecipazione all'esposizione "A New Spirit in Painting", presso la Royal Academy di Londra, mostra che riflette, a livello internazionale, sull'entità dei nuovi linguaggi pittorici. Partecipa, assieme ad altri artisti, al progetto, coordinato da Alessandro Mendini e Studio Alchimia, dal titolo "Il mobile infinito", per il Politecnico di Milano.
Il 1982 è l'anno delle partecipazioni e dei riconoscimenti internazionali. Partecipa alla Biennale di Sydney, allo Zeitgeist di Berlino (dove espone la sua prima scultura in bronzo policromo Giardino Chiuso l'anno seguente), a Documenta 7 di Kassel e realizza le personali presso il Louisiana Museum of Modern Art di Humlebaek, il Museumsverein di Wuppertal, la Städtische Galerie di Erlangen; e poi nelle gallerie private di Anversa, Monaco, Napoli, Parigi, Roma, Zurigo.
Inizia nel 1982 a esporre per la Galleria Waddington di Londra, rapporto consolidato negli anni, tuttora esistente.
Sempre al 1982 risalgono i viaggi in Sud America, in Brasile per l'esattezza, dove ha occasione di studiare e di conoscere la cultura locale, le etnie e le civiltà intrise di animismo primitivo che lo porteranno a riflessioni e a emozioni uniche che inevitabilmente convoglieranno nei simboli, negli oggetti, e nei colori dei lavori di quegli anni (come quello presentato per la Collezione Gori alla Fattoria di Celle a Santomato di Pistoia). Paladino infatti afferma che “l'arte non è cosa di superficie, non è cosa sociologica, non è tempesta poetica. L'arte è un lento procedere intorno al linguaggio dei segni”.
L'inizio degli anni ottanta è costellato di numerosi viaggi, soprattutto negli Stati Uniti dove nel 1983 allestisce la sua prima personale presso la Galleria Sperone Westwater di New York e dove tiene a Los Angeles presso il New Port Harbour Art Museum una personale. Sempre nel 1983 presenta Giardino Chiuso a Modena, alla Galleria Mazzoli, nella mostra omonima. Oltre a personali nelle gallerie di Stoccolma, Monaco, New York, Roma, Toronto, partecipa a importanti collettive, come quella dedicata alla Transavanguardia alla Sala de Exposiciones de la Caja de Pensiones di Madrid e, alla Tate Gallery di Londra, alla rassegna "New Art at the Tate Gallery 1983". Questo è anche l'anno della realizzazione, assieme all'architetto Roberto Serino, del complesso abitativo di Paduli, dove realizza la sua abitazione e i suoi studi, progetto di grande impatto ambientale, con segni della sua arte sparsi in tutto il vasto territorio collinare a fare da collante alle varie quinte architettoniche. Il lavoro di Paladino vede l’inserimento costante di un dialogo intenso e privilegiato tra pittura monocromatica e scultura pseudo figurativa, che vede il suo apice nelle installazioni dalle grandi dimensioni, dove sulle tele vengono inseriti oggetti che lo porteranno a realizzazioni in tre dimensioni.
Nel 1984 allestisce a Lione, presso il Musée Saint Pierre Art Contemporain, una mostra personale. Espone nelle collettive: "Det Italienska Transavangardet" presso la Lunds Konsthall di Stoccolma, "An Internationali Survey of Recent Painting and Sculpture" al Museum of Modern Art di New York, "Content: a Contemporary Focus, 1974/1984" all'Hirshhorn Museum and Sculpture Garden di Washington, "Contemporary Italian Masters" al Chicago Public Library Cultural Center di Chicago, "Skulptur im 20. Jahrhundert" al Kunstmuseum di Basilea, "The Human Condition: The SFMOMA Biennal III", a San Francisco. Espone anche da Waddington a Londra, presentato da Rosenthal, e a Monaco alla Galerie Thomas. In questi anni le sue opere vengono acquistate ed esposte dalla Galerie Beyeler di Basilea.
Nel 1985 partecipa a diverse collettive tra cui è utile ricordare "A New Romanticism" all'Hirshhorn Museum and Sculpture Garden di Washington, la Biennale di San Paolo, "Bilder für Frankfurt" al Museum für Moderne Kunst di Francoforte, "Anniottanta" a Imola, la XIII Biennale alla Grande Halle de la Villette di Parigi. Di quest'anno sono anche le personali di Oslo presso il Kunstnernes Hus, di Monaco presso la Städtische Galerie im Lenbachhaus. Segue anche la significativa personale presso la Galleria Sperone Westwater di New York. Dal 1985 è costante e serrato il profondo dialogo tra pittura e scultura: ai cromatismi essenziali, primari, si aggiungono elementi figurativi.
Numerosi sono i momenti espositivi a cui è invitato e che lo vedono protagonista dalla metà degli anni ottanta. Del 1986 sono da ricordare le collettive "Mater Dolcissima" presso la Chiesa dei Cavalieri di Malta a Siracusa, "Beuys zu Ehren" presso la Städtische Galerie im Lenbachhaus di Monaco, la mostra itinerante statunitense "New Art of Italy", a Omaha, Miami, Cincinnati. E poi le personali di Richmond, "Recent Painting and Sculture 1982 - 86" al Virginia Museum of Fine Arts; di Londra, da Waddington, e a New York, da Sperone Westwater. Viene pubblicato "Canzone per Vincent Van Gogh", una poesia di Ceronetti illustrata da Paladino (Milano, Edizioni Giorgio Upiglio edizioni).
Nel 1987, grazie alla collaborazione con la Galleria Thaddaeus Ropac di Salisburgo, tiene diverse personali a Graz, a Krems e a Salisburgo.
Altre personali sono quelle di Seattle, presso la Galleria Greg Kucera, e, per la prima volta, a Tokyo, presso la Galleria Fuji.
È di questo anno la realizzazione di un progetto per la chiesa di Gibellina, assieme all'architetto Roberto Serino, nel contesto di una ricostruzione complessiva della città coordinata da Arnaldo Pomodoro, dopo il devastante terremoto del 1968. Per Paladino l'architettura “può essere considerata una pittura vedente, perché ha la capacità di sintetizzare le caratteristiche spaziali dei luoghi, le necessità di chi le abiterà, le condizioni della luce e tante altre cose: ha la capacità, in sostanza, di vedere oltre ciò che il semplice disegno o progetto potrebbe far immaginare”.
Il sodalizio con l'architetto Serino continua anche in occasione dell'invito che il Comune di Benevento rivolge a Paladino per la realizzazione di un'opera scultorea per la città, progetto a cui i due lavoreranno congiuntamente per diversi anni e che verrà inaugurato solo nel 1992.
I lavori della fine degli anni ottanta presentano composizioni come si avverte nelle opere presentate in occasione delle collettive, nel 1988, "Europa Oggi", al Centro per l'arte contemporanea Luigi Pecci di Prato, e "Materialmente", alla Galleria d'Arte Moderna di Bologna. Nel 1988 Paladino è invitato alla XLIII Biennale di Venezia, dove espone nei giardini e all'ingresso del Padiglione Italia, con la grande installazione, la porta di bronzo di sette metri (già presentata nella mostra di Basilea dal titolo "Sculture nel parco") e i primi Testimoni in pietra. Partecipa alla mostra "L'autoritratto non ritratto", per Arte Fiera '88, poi alla Pinacoteca di Ravenna; con L'albero della vita, opera che entrerà a far parte delle collezioni permanenti del Museo d'Arte della città di Ravenna.
Nel 1989 partecipa alla serie di piccole mostre personali, organizzate dalla Galleria d'Arte Moderna di Bologna, dove presenta diversi lavori tra cui Re uccisi al cadere della forza, appartenente alla Collezione Amelio, ora alla Reggia di Caserta, e Amici notturni, appartenente, oggi, alla collezione del Kunstmuseum di Berna. Realizza tredici illustrazioni che accompagnano versi poetici di Lévi-Strauss (Bielefeld, Edition Jesse). Nel 1990 Paladino espone il ciclo EN DO RE, opere Senza titolo, costante questa che caratterizzerà molte opere di questi anni. L'artista afferma, infatti: "Io non ho mai dato titoli che suggeriscono un significato particolare, che potrebbero obbligare a leggere l'opera in termini strettamente simbolici e letterari. Il titolo di un'opera rappresenta sempre per me il lato spiazzante per l'interpretazione dell'opera". Una sua personale si tiene a Villa delle Rose, Bologna (1990).

### Gli anni novanta
Sue personali al Belvedere di Praga – con il titolo di Bilà Hora – (1991), al Museu de Arte di San Paolo (1992), al Forte Belvedere di Firenze (1993), al Museo de Arte Contemporaneo di Monterrey (1994). Nel 1994 la sua prima mostra antologica dell'opera grafica, con la pubblicazione del catalogo completo del suo lavoro, è stata allestita, al Palacio Revillagigedo di Gijon (Spagna). È il primo artista contemporaneo italiano a tenere una mostra in Cina, alla Galleria Nazionale delle Belle Arti di Pechino (1994). Negli anni novanta comincia a realizzare importanti installazioni e interventi sugli spazi urbani come la installazione permanente Hortus Conclusus nel chiostro di San Domenico a Benevento (1992), in collaborazione con gli architetti Roberto Serino e Pasquale Palmieri.
Nel 1995 Napoli gli dedica una mostra alle Scuderie di Palazzo Reale, a villa Pignatelli Cortes e in Piazza Plebiscito dove installa la Montagna di Sale. Dopo un'installazione di Dormienti ideata nel 1998 per la Fonte delle Fate di Poggibonsi, nel 1999, presenta l'installazione I Dormienti nel sotterraneo della Roundhouse di Londra. L'opera si avvale di una musica scritta appositamente per l'occasione da Brian Eno. Lo stesso anno la Royal Academy di Londra lo insignisce del titolo di Membro Onorario.
Nel 1999 una grande mostra alla South London Gallery include Testimoni, un nuovo gruppo completo di venti sculture in pietra bianca di Vicenza e Zenith, una serie di lavori in tecnica mista su alluminio. In questi anni Paladino ha realizzato le scenografie di Veglia (1992) a Benevento, con la regia di Mario Martone, La sposa di Messina di Schiller (1994) a Gibellina con la regia di Elio De Capitani e ancora Edipo Re (2000) al Teatro Argentina di Roma, nuovamente con la regia di Mario Martone.

### Dal duemila
Nel 2000, con il poeta e pittore Gian Ruggero Manzoni, realizza il libro d'arte Il digiuno imposto, edito prima in Germania da Matthes & Seitz Verlag poi, nel 2002, in Argentina, da Emede. Nel 2001 viene pubblicato il catalogo generale della sua opera grafica (Opera Grafica 1974-2001), a cura di Enzo Di Martino, per Art of this Century – New York – Parigi. Illustra l'Iliade e l'Odissea di Omero, pubblicato in due volumi dalla casa editrice Le Lettere di Firenze. Lo stesso anno realizza un'installazione per la stazione della metropolitana Salvator Rosa a Napoli. Nel 2002 il Centro d'Arte Contemporanea Luigi Pecci di Prato gli dedica la più completa mostra retrospettiva organizzata da un museo italiano. Nel maggio dello stesso anno realizza un lavoro site specific alla Fondazione VOLUME! di Roma. Nel 2003 rappresenta insieme a Sandro Chia, Francesco Clemente, Enzo Cucchi, e Nicola De Maria Transavanguardia 1979-1985 al Museo d'arte contemporanea del castello di Rivoli, a cura di Ida Gianelli.
Mostre personali si tengono nella Reggia di Caserta e Galleria Scognamiglio di Napoli e Valentina Bonomo di Roma (2004). Una sua mostra itinerante su Pinocchio viene esposta nei musei d'arte moderna di otto città giapponesi e nella settecentesca Scola dei Battioro a Venezia (Volume e catalogo Papiro Arte Edizioni) e successivamente al Museo civico di Udine, nel museo di Palazzo Pio a Carpi e a Rotterdam (2004-2006). Nel 2004 realizza le porte per la Chiesa di Padre Pio a San Giovanni Rotondo progettata da Renzo Piano. Lo stesso anno effettua la scenografia di Edipo a Colono e vince il premio UBU per la migliore scenografia teatrale. Realizza inoltre il libro d'artista "Libro Libero Litografico" con venti litografie (Edizioni Lithos).
Nel 2005 espone al Museo Rupertinum di Salisburgo e la Loggetta Lombardesca di Ravenna dedica una grande mostra ai suoi lavori teatrali titolata “Paladino in Scena”, a cura di Claudio Spadoni. Nel giugno dello stesso anno, in occasione della Biennale, presenta una mostra di grandi sculture alla Galleria Internazionale d’Arte Moderna Ca’ Pesaro a Venezia. Alla fine del 2005 allestisce nel Museo nazionale di Capodimonte di Napoli la grande mostra dedicata al Don Chisciotte di Cervantes con dipinti, sculture, disegni e un film.
È un progetto che continua nel 2006 con l'illustrazione di una nuova edizione del Don Chisciotte e la realizzazione di un libro d'artista, con poesie di Giuseppe Conte, anch'esso ispirato al mitico “cavaliere errante” (Editalia). Il film, su invito del direttore Marco Müller, è stato presentato con grande successo al Festival del Cinema di Venezia del 2006. Lo stesso anno realizza le porte per la Chiesa di San Giovanni Battista a Lecce (progetto di Franco Purini), porta a termine l'intervento nella Piazza dei Conti Guidi a Vinci ed espone nelle gallerie Cardi e Christian Stein di Milano e nella Waddington Galleries di Londra.
Nel 2007 realizza due scenografie per lo spettacolo OEdipus Rex e Cavalleria Rusticana per il Teatro Regio di Torino. Sono dello stesso anno la mostra allestita all'interno del Museo Madre al Palazzo Donnaregina di Napoli, sede del Museo di Arte Contemporanea e l'esposizione Sculptures alla Galerie Thaddaeus Ropac, Parigi, una personale alla Galleria Civica di Modena ed una alla Galleria Pelaires del Centre Cultural Contemporani di Palma de Mallorca e l'installazione permanente per il serbatoio idrico di Monte Pizzuto, Solopaca vicino a Benevento.

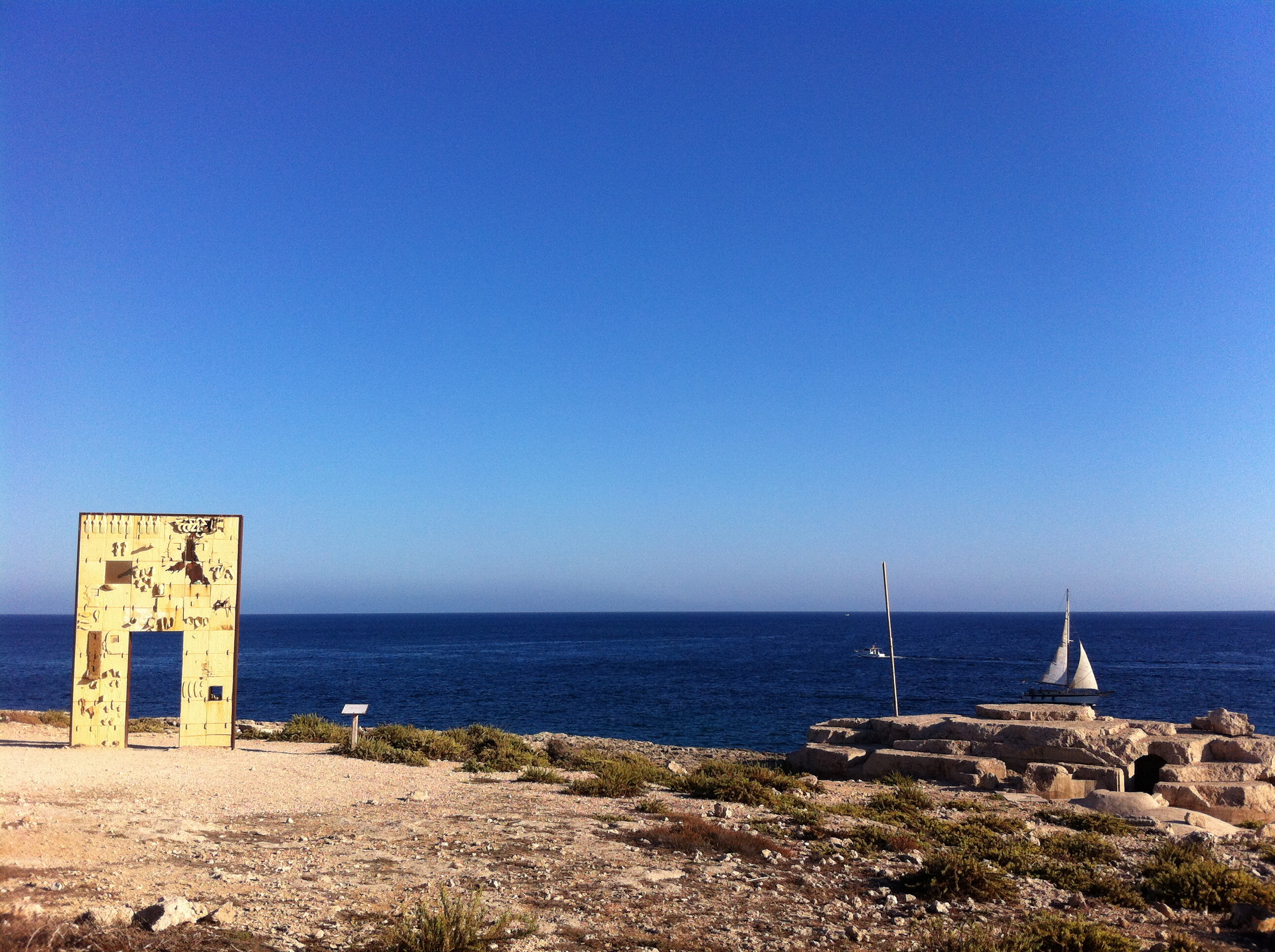
Porta di Lampedusa - Porta d'Europa (2008)

Del 2008 è la realizzazione di una Mostra all'Ara Pacis di Roma con musiche di Brian Eno e alla Villa Pisani, Stra. Una mostra antologica itinerante di opere grafiche è stata presentata a Buenos Aires, Brasilia, Rio de Janeiro e Lima. Sempre del 2008 è una mostra all'interno della Chiesa di Donnaregina, Napoli con l'intervento anche dell'architetto Massimiliano Fuksas e l'installazione di una porta in terracotta e ferro sull'isola di Lampedusa. Dal giugno al novembre 2008 si è svolta presso Villa Pisani a Strà (Venezia) una mostra che prevede anche alcune opere inedite create dall'artista appositamente per questo spazio. Il 28 giugno 2008, nell'ambito dell'iniziativa "Porta di Lampedusa - Porta d'Europa", è stato inaugurato sull'isola di Lampedusa un monumento realizzato dall'artista dedicato alla memoria dei migranti deceduti in mare.

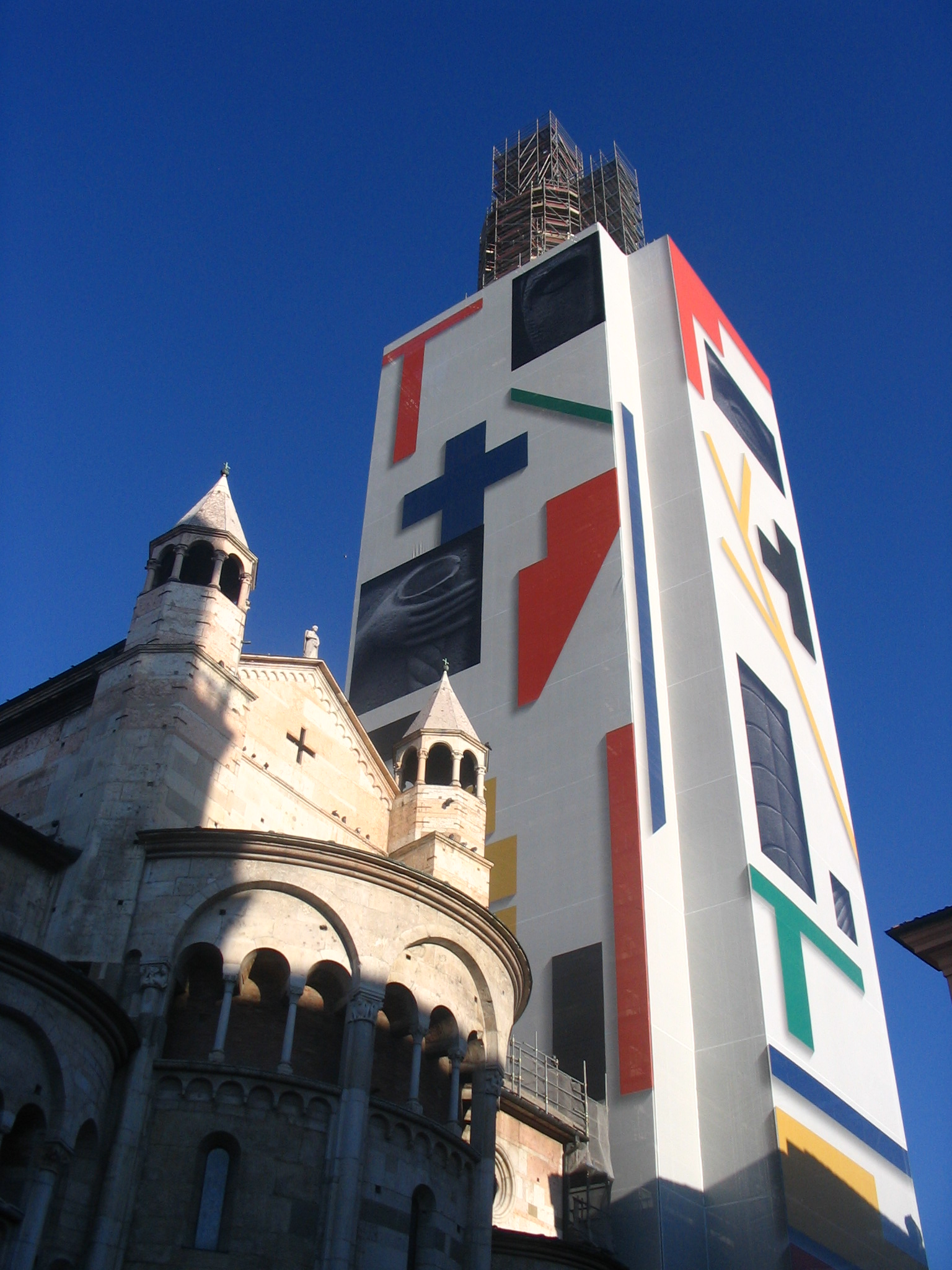
La Ghirlandina di Modena ricoperta dal Torrone di Paladino (febbraio 2008)

Sempre nel 2008 realizza un grande telone di copertura (alto 80 metri) per il restauro della torre campanaria del Duomo di Modena: la Ghirlandina rimarrà coperta per quasi quattro anni da quello che i modenesi ribattezzarono con un gioco di parole il "Torrone di Paladino" ad indicare la grande torre trasformata in un'opera simile ad un grande torrone natalizio. Al termine dei restauri, il telone venne tagliato a pezzi e regalato ai cittadini come ricordo.

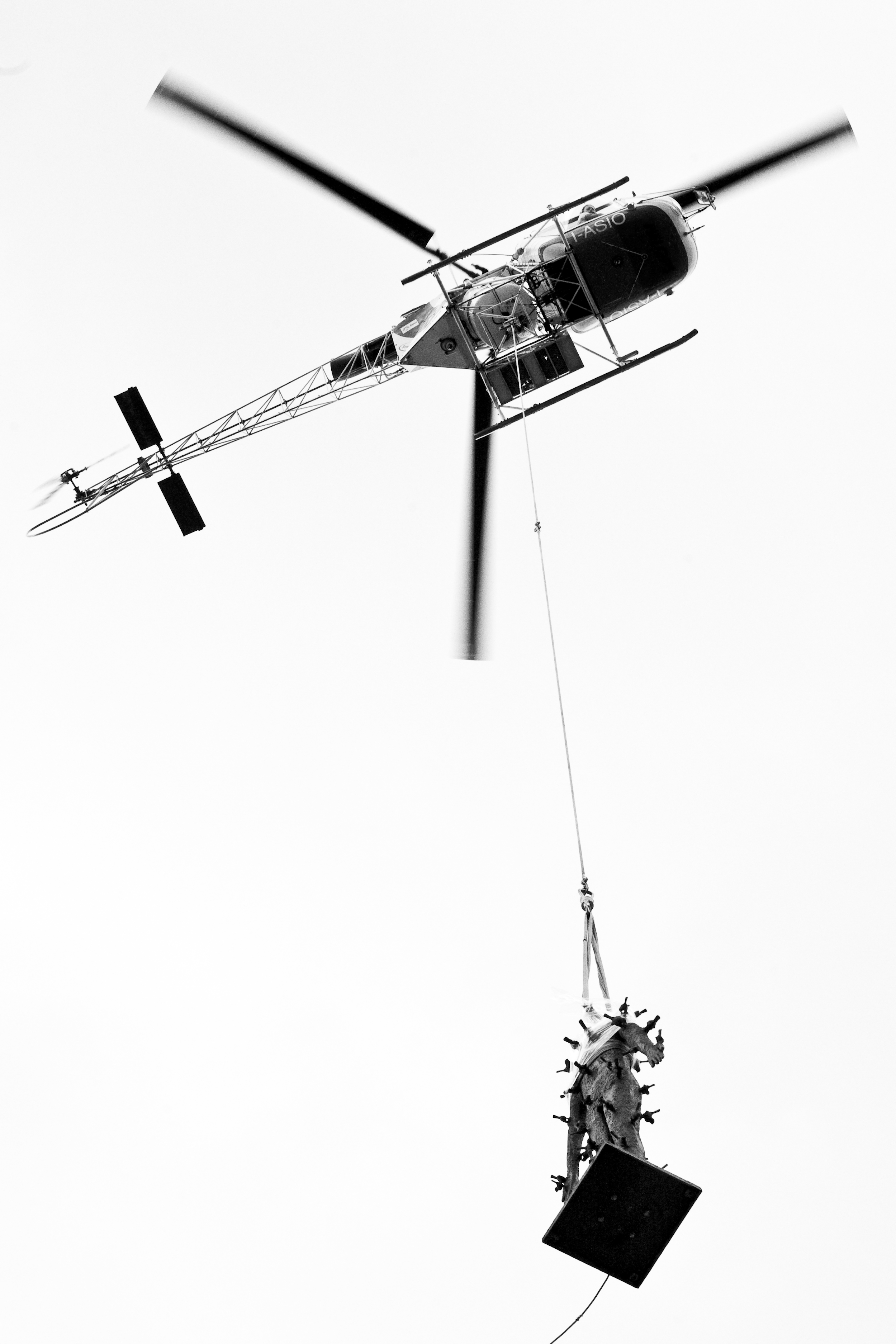
"Caduto a ragione" a Orta San Giulio

Nel 2009 un gruppo di sue sculture viene esposto,"en plein air", a Orta San Giulio, sul Lago d'Orta; fra le opere un cavallo che galleggia davanti alla riva di villa Bossi, sede municipale. Una delle sculture "Caduto a ragione" viene collocata sull'isola di San Giulio con l'ausilio di un elicottero. Nello stesso anno, a cura di Enzo di Martino, è pubblicato il Catalogo ragionato dell'opera scultorea (1980-2008).
Nel 2010 Mimmo Paladino ha firmato la scenografia di “work in progress”, tour che ha visto riunirsi dopo 30 anni la coppia Lucio Dalla e Francesco De Gregori. Il 10 aprile dello stesso anno è installato un grande cavallo blu di oltre quattro metri all'Anfiteatro del Vittoriale degli italiani di Gardone Riviera (BS), la casa-museo di Gabriele D'Annunzio. A fine gennaio 2011 realizza la nuova sala permanente del Museo Nazionale Archeologico di Villa Frigerj a Chieti dedicata al Guerriero di Capestrano e inaugura la mostra di sculture "Mimmo Paladino e il nuovo Guerriero - La scultura come cosmogonia" a Palazzo De Mayo di Chieti.

Montagna di Sale (2011), installazione collocata di fronte al Palazzo Reale di Milano

Il 6 aprile il comune di Milano dedica all'artista campano una grande mostra retrospettiva curata da Flavio Arensi a Palazzo Reale dal titolo "Paladino Palazzo Reale" curata da Flavio Arensi. L'iniziativa comprende anche l'installazione della "Montagna di sale" collocata in piazza Duomo, davanti al Palazzo e accanto all'Arengario. Nel catalogo il filosofo Arthur C. Danto scrive: "[…] devo proclamare l'eminenza di Mimmo Paladino tra le file dell'arte contemporanea, qualità particolarmente vera per le installazioni all'aperto. Non c'è niente che regga il confronto con l'imponente "Montagna di sale" che l'artista ha eretto in piazza del Plebiscito a Napoli, disseminata di cavalli arcaici; il mondo dell'arte dell'ultimo quarto di secolo non ha nulla di paragonabile. C'è qualcosa di magicamente alchemico nella visione di questi cavalli arcaici che si dibattono su una piramide di sale".
Nel 2012 i suoi cavalli vengono posizionati sulla Fòcara di Novoli (Lecce), un vero e proprio monumento di ingegneria agraria e devozione, eretto e bruciato in onore di Sant'Antonio Abate e che sfiora i 25 metri di altezza e i 20 di diametro alla base. Partecipa alla LIV Biennale di Venezia, Padiglione Italia. Il 25 agosto 2012 le luminarie da lui disegnate fanno da sfondo al palco de La Notte della Taranta.

Nel 2013 gli viene commissionata un'installazione monumentale per Piazza santa Croce a Firenze (80x50 metri). Per tutto il periodo estivo, contemporaneamente al Ravello Festival, allestisce una monografica di sculture, curata da Flavio Arensi, all'interno dei suggestivi spazi di Villa Rufolo e dispone i venti “Testimoni” in pietra sul piazzale dell'auditorium di Oscar Niemeyer. Per l'occasione realizza un cortometraggio intitolato Labyrinthus scritto insieme a Filippo Arriva per il IV centenario della morte di Gesualdo da Venosa, con Alessandro Haber nei panni del Principe e le musiche di Franco Mussida. Sempre nel 2013 realizza assieme al poeta e pittore Gian Ruggero Manzoni il libro d'arte Tutto il calore del mondo, edito da Skira e presentato alla Fiera del Libro di Francoforte.

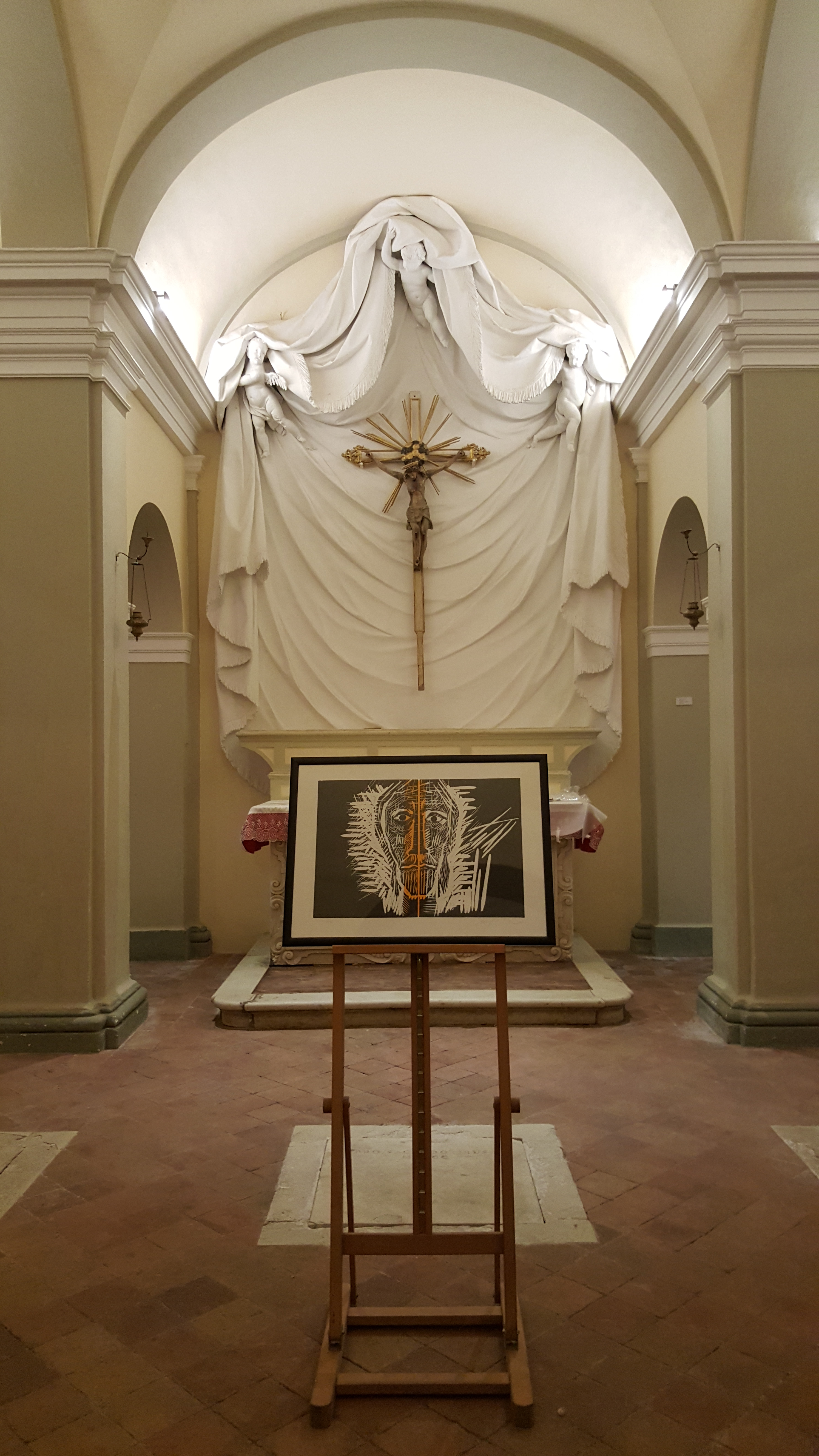
Esposizione temporanea "Rivoluzione. Un'opera grafica di Mimmo Paladino" al Museo di Saludecio e del Beato Amato, 2016.

Del 2015 la sua partecipazione alla Biennale di Venezia, Padiglione Italia, con uno spazio a lui dedicato. Nel gennaio del 2016 Meijer Gardens & Sculpture Park di Grand Rapids, che ospita in permanenza la scultura "Tana", gli dedica un'ampia retrospettiva curata da Joe Antenucci Becherer. Dal mese di aprile 2017, alcune delle sue imponenti opere sono esposte a Brescia, principalmente in Piazza Vittoria e Tra Museo di Santa Giulia, Parco Archeologico, Metropolitana e Stazione ferroviaria.
Il 2016 è stato l'anno di una sua personale monografica alla Galleria Christian Stein, Milano, dove l'artista ha ricostruito la sala della Biennale del 1988 e ambientato le altre stanze della galleria con altrettante piccole monografiche.
Nel 2017 la grande personale Ouverture, con la collocazione di oltre 40 opere a Brescia sia in museo che presso gli spazi aperti pubblici della città. Nel 2018 la mostra Pane e oro con la Fondazione Made In Cloister di Napoli, evento che ha fatto da prologo per il progetto di mensa sociale in collaborazione con lo chef Massimo Bottura, nel 2019 la grande personale La Regola di Piero, ad Arezzo, dove l'artista dialoga con l'opera di Piero della Francesca. Nello stesso anno installazione permanente di un’opera scultorea di grandi dimensioni nel Parco Archeologico di Paestum. Nell'ottobre del 2020 installa una installazione di 18 cavalli neri in piazza Cavalli a Piacenza, in un progetto di dialogo con le figure equestri dello scultore barocco Mochi.
Nel 2022 ha presentato la sua seconda pellicola, La divina cometa, alla Festa del Cinema di Roma che univa la dantesca Divina commedia alla tradizione napoletana del Natale, sceneggiato con Maurizio Braucci e con la partecipazione, tra gli altri, di Nino D'Angelo, Elio De Capitani, Francesco De Gregori, Roberto De Simone, Alessandro Haber, Enzo Moscato, Sergio Rubini, Peppe Servillo, Toni Servillo, Giovanni Veronesi.
Nel maggio 2025 è stato incaricato di realizzare il drappo della quaranteseiesima edizione del prestigioso Palio di Feltre.

## Premi e riconoscimenti
- 2021 (Roma, 10 settembre) - Viene nominato socio benemerito ANC (Associazione Nazionale Carabinieri)[24]
- 1999/2000 - Premio Ubu, migliore scenografia per Edipo re di Sofocle
- 2003/2004 - Premio Ubu, migliore scenografia per Edipo a Colono di Sofocle

## Mimmo Paladino nei musei
- Galleria comunale d'arte di Cagliari. Giardini pubblici. I dormienti nelle fontane.
- Museo Napoli Novecento 1910-1980. Per un museo in progress, Napoli
- Galleria Nazionale d'Arte Moderna e Contemporanea, Roma
- MAMbo - Museo d'Arte Moderna di Bologna
- Museo d'Arte Contemporanea Donnaregina, Napoli
- Museo Nazionale di Capodimonte, Napoli
- Metropolitan Museum of Art, New York
- Fondazione Bisazza, Montecchio Maggiore, Vicenza[25]
- Collezione Roberto Casamonti, Firenze

## Installazioni
- Montagna di Sale
- Hortus Conclusus (Paladino)
- Porta di Lampedusa
- Cavallo, nel giardino Zaccagnini a Ravenna davanti al Museo d'arte